# Putinism

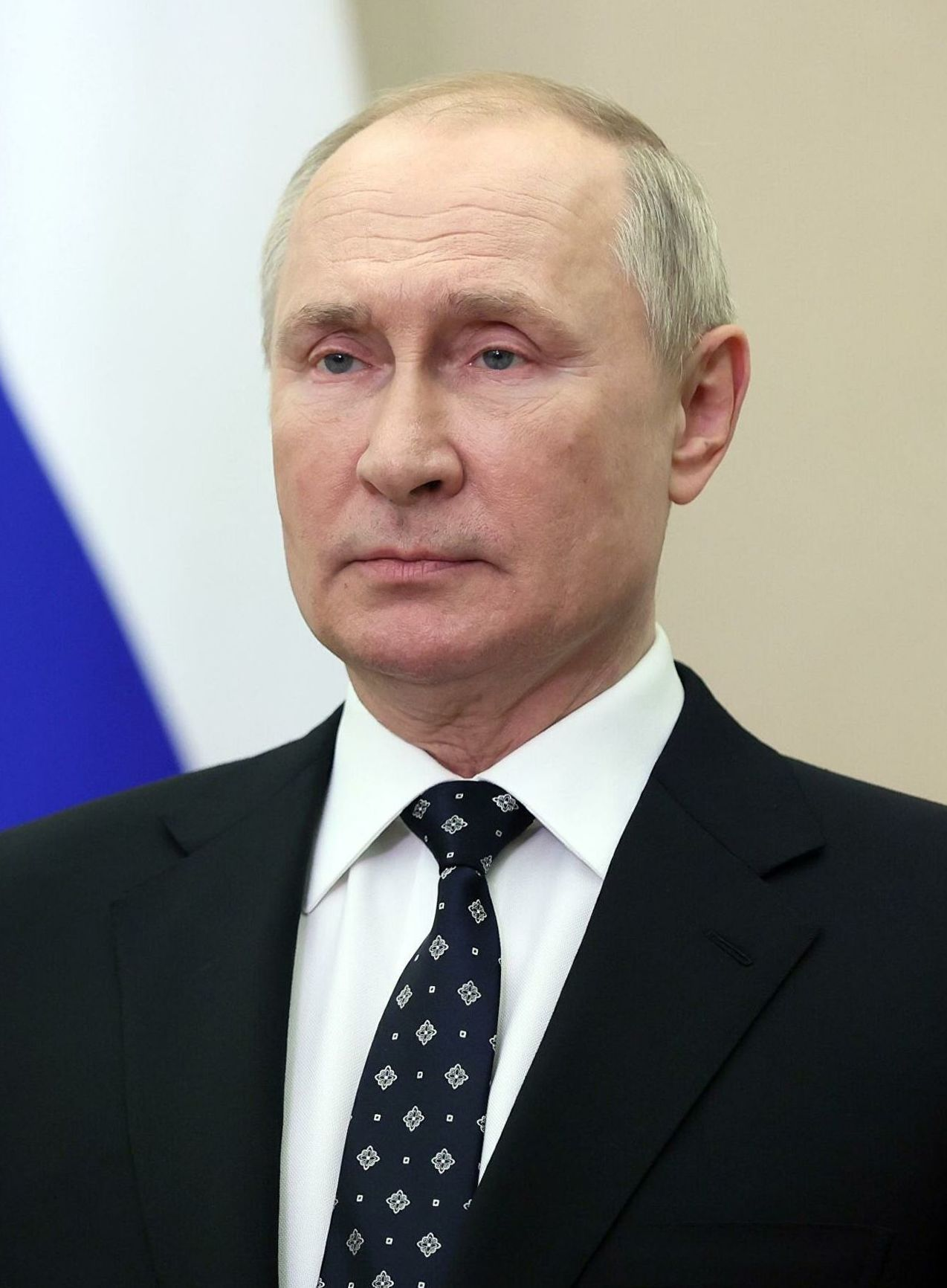
Vladimir Putin, 2021.

Putinism är ett begrepp för den samling ryska politiska dogmer förknippade med den politik Vladimir Putin har fört i Ryssland under sin tid som president (1999-2008) och (2012-). Begreppet har nära förbundits med det år 2001 grundade partiet Enade Ryssland. Begreppet myntades av Andrej Piontkovskij i en artikel den 11 januari 2000 där han beskrev Putinism som "the highest and final stage of bandit capitalism in Russia".
Politiken har främst förknippats med ett antal huvudpunkter:
- En pragmatisk, men antiradikal social reformpolitik, med höjda minimilöner, i synnerhet inom offentliga arbeten, samt satsningar på ökad sysselsättning inom offentlig sektor.
- Ja till blandekonomi och nationaliseringar av naturtillgångar. Enligt vissa skolor har åtgärder i den ryska ekonomin under Putins tid som president, exempelvis hanteringen av Yukos, lett till en förskjutning mot ett system som normalt beskrivs som statskapitalism.[3][4]
- Militär upprustning och en utrikespolitik grundad på idén om samexistens, mot eftergivenhet gentemot USA, där man avvisar utökat amerikanskt inflytande i ryska intressesfärer.
- Nej till EU- och NATO-utvidgning österut. Stöd till politiska rörelser i forna sovjetrepubliker som återknyter till idén om ett Storryssland.
- Nej till nyliberalism och andra klart västliga, ekonomiska och politiska ideologier. Trots det idelogiska avståndstagandet från nyliberalism har liberala ekonomiska reformer genomförts under Putins tid som president, exempelvis kraftigt sänkta inkomst- och bolagskatter samt införandet av en proportionell inkomstskatt, s.k. platt skatt.[5] I februari 2008 uttalande Putin sitt stöd för sänkta skatter i syfte att främja företagandet i Ryssland.[6] Under Putins tid som president har det samlade skattetrycket i Ryssland varit lägre än i de flesta Europeiska länder.[7]
- En stark presidentmakt, med ökad centralism och i viss mån auktoritära rättigheter gentemot Duman, det ryska parlamentet, samt lokala församlingar. Ja till guvernörsposter som utses centralt av Rysslands president, istället för de lokalvalda ämbetsmän som var en del i det mer federala system som rådde under Jeltinstiden.
- Åtgärder mot de ryska s.k. oligarkerna var en huvudpunkt i Putins valrörelse 2000.
- Enande av det multikulturella Ryssland. Ett stärkande av rysk nationell identitet, ryska värden och rysk kultur. Detta var en av huvudpunkterna i Putins valrörelse 2012.[8]

År 2007 kallade den amerikanska ekonomen Richard W. Rahn putinism för "en rysk nationalistisk auktoritär styrelseform som låtsas vara en demokratisk marknadsekonomi" och som hämtar sin härkomst mer från fascism än från kommunism. I en artikel i Svenska Dagbladet år 2014 uttalande professor Magnus Ljunggren att putinismen ligger i linje med Aleksandr Dugins och Aleksandr Prochanovs nyfascistiska tankar. I en debattartikel i Dalademokraten år 2014 beskrev rysslandskännaren Vilhelm Konnander putinism som fascism och Ryssland som reaktionärt.

## Putinism i världen
Enligt den indisk-amerikanska författaren Fareed Zakaria har ett flertal politiker i världen anammat centrala delar av putinismen. Till dessa hör:
- Marine Le Pen, ledare det franska politiska partiet Rassemblement National,
- Recep Tayyip Erdoğan, president i Turkiet,
- Viktor Orbán, premiärminister i Ungern och ledare för det politiska partiet Fidesz,
- Geert Wilders, ledare för det holländska politiska partiet Frihetspartiet, och
- Nigel Farage, ledare för det brittiska politiska partiet UKIP.[12]

Centerpartiets partiledare Annie Lööf har beskrivit Jimmie Åkesson och Sverigedemokraterna som ”putinister”.
Till europeiska politiska rörelser som har uttryck stöd för Putins politik hör det belgiska partiet Vlaams Belang och det ungerska partiet Jobbik.